# مبارك العقيلي
مبارك بن حمد بن مبارك آل مانع العُقَيْلي (1875 - 1 يوليو 1955) شاعر وناثر سعودي. ولد بالأحساء ونشأ بها ودرس على يد بعض علمائها. سجن فيها لثلاث سنوات ثم اضطر إلى مغادرتها. وتنقل بين العراق وسلطنة عمان والبحرين، واستقر أخيرًا في دبي في سنة 1897 وتمكن من الاتصال بعلمائها وأعيانها، وقد نشأت بينه وبين محبي الأدب والشعر فيها صلات قوية. أبدع في الشعر الفصيح والشعبي. توفي في دبي ودفن بها. 

## نسبه وأسرته
هو من بني عقيل العامريين من آل مانع سكان بلدة الحلوة جنوبي الرياض من الجبور وهو البطن المشهور من قبيلة سبيع  بن صعصعة من هوازن من قيس عيلان من مضر من عدنان. وفخذ ربيعة يتفرع إلى ستة فروع هم؛ آل مانع، وآل جعيري، وآل راشد، وآل فرحان، وآل فالح، وآل طلحاب. والعقيلي من فرع آل مانع. 

## ولادته وسنواته الأولى
ولد مبارك بن حمد العقيلي في قضاء الهفوف في سنجق نجد العثمانية سنة 1293هـ/ 1875م ونشأ بها يتيمًا، فقد توفي أبوه في سلطنة عمان إثر سقوطه من ظهر جمله الجامح فداسه برجله، ثم تولت أمه تربيته. 

## تنقلاته
تم حبسه خلال التوغل العثماني للأحساء في الفترة 1311هـ/ 1893م و 1314هـ/ 1896م فغادرها لأسباب عدة أهمها شعوره بالظلم لحبسه، والظروف السياسية والأسرية. وبعد مغادرته حوالي سنة 1314هـ/ 1896م توجه إلى العراق ومكث فيها لدى شيوخ إمارة المنتفق بالناصرية لفترة لا تزيد على سنة، ثم مضى متنقلًا بين ربوع الجزيرة العربية وسلطنة مسقط وعمان والبحرين وتوابعها وإمارة دبي، وأقام في مدينة مسقط في حدود سنة 1315هـ/ 1897م تحت رعاية فيصل بن تركي بن سعيد. 

### في دبي
ثم استقر في دبي بإمارات الساحل المتصالح في 27 جمادي الثانية 1315هـ/ 22 نوفمبر 1897م. كان عنده دكان صغير في سوق الشالات بدبي قرب ساحة العبرات على ضفاف الخور، وكان أصدقاؤه يرتادون مجلسه الذي يقيمه عصر كل يوم، كـصالون أدبي، ومن بين المرتادين صقر بن سلطان القاسمي، وبطي بن سهيل آل مكتوم، وغيرهما من رجالات الأدب والفكر. وكانت له علاقات واسعة مع الكثير من الأعيان في الخليج والجزيرة العربية. 

## تعليمه وتدريسه
قد حظي بالتعليم التقليدي والديني في شبابه بالأحساء، وقد تتلمذ على يد علماء منهم إبراهيم بن محمد آل الشيخ مبارك فعلّمه القرآن والفقه وبعض علوم اللغة وعبد العزيز بن حمد آل الشيخ مبارك. جعله الشيخ إبراهيم يتفقه في المذهب المالكي، ولكنه لم يكتف بذلك، وكان على دراية واسعة بالمذاهب الإسلامية الأخرى، من أهل السنّة والجعفرية والإباضية. وكانت له دراية بعلم الفرائض/المواريث أيضًا. 
وقد تتلمذ على يد العقيلي الكثير منهم بطي بن سهيل آل مكتوم وراشد بن بطي آل مكتوم، وعبد الله بن عبيد بن عوقد وأبناء محمد رسول الخاجة وغيرهم، فكان يعلمهم القرآن والكتابة الرسائل والحساب.

## وفاته
توفي مبارك العقيلي في بيته في أول منطقة الرأس قرب سوق الصخام ببر ديرة من دبي بإمارات الساحل المتصالح يوم الإثنين 12 ذو القعدة 1374هـ/ 1 يوليو 1955هـ ودفن في مقبرة أم هرير. 
وفي 1 يوليو 2020، أعلنت هيئة الثقافة والفنون في دبي عن افتتاح متحف الشاعر العقيلي،  وهو بيته الذي تم تحويله إلى متحف على مساحة 187 متر مربع شُيِّد في 1923م، في منطقة الرّاس في ديرة. وقد جلب العقيلي مجموعة من البنائين المهرة من الأحساء لبنائه.

## حياته الشخصية
وصف بأنه كان قصير القامة، نحيف البنية، متوقد الذهن، ذو همة عالية وطموح عالي. ولم يتزوج العقيلي طوال حياته ولكن قصة حبه الفاشلة بارزة من بين قصائده. 

## شعره
غلبت على قصائده الحكمة والتأمل مع القوة اللغة والبيان، وتتجلى النزعة الدينية في الكثير من قصائده ودرج أحيانًا على محاكاة شعر الأقدمين في منهاجهم. وفي الغزل، استخدم مرادفات وتكرار الألفاظ بمعان مختلفة لإظهار تسلطه اللغوية والفنية. وقد طرق عدة فنون شعرية مثل شعر العرضة والحربية والمواويل وأبدع فيها. 
تناول في أغراضه الشعرية أغلب المناحي من مدح وحكمة وتأمل وغزل ورثاء وشكوى ونصيحة وفخر، بالإضافة إلى شعر المناسبات والمراسلات والأهازيج. وقد تحول النص الشعري لديه من خطاب سياسي مدّاح - خصوصًا خلال إقامته في عمان - إلى خطاب توجيهي تنويري مباشر دون مواربة، خلال إقامته بدبي.
برع أيضًا في فن التشطير والتخميس والتشجير، وله الكثير من النثريات في الحكم والنصائح والابتهالات والخواطر. 

## مؤلفاته
- كفاية الغريم عن المدامة والنديم، وهو ديوان شعر شعبي وقد انتهى من كتابته في 5 مارس 1923
- غاية المرام لأهل الغرام، ديوان شعر بالفصحى، جمعه بلال البدور ونشره في 2011
- تنبيه الكاتب إلى ما يجب من المطالب، مفقود

وهناك مخطوط المجموع من نثره وأمثاله كتبه في أواخر حياته وأوراق نثرية متفرته وتعليقاته على كتب.

## وصلات خارجية
- في بوابة الشعراء